# Chromochloris zofingiensis
Chromochloris, monotipski rod zelenih algi smješten u vlastitu porodicu Chromochloridaceae, dio reda Sphaeropleales. Jedina vrsta je terestrijalna C. zofingiensis.
Ime je dobila po Zofingenu u švicarskom kantonu Aargau.